# Catiguá
Catiguá is een gemeente in de Braziliaanse deelstaat São Paulo. De gemeente telt 7.250 inwoners (schatting 2009).

## Verkeer en vervoer
De plaats ligt aan de weg BR-456/SP-310.